# جامع قنبر علي
مسجد قنبر علي من مساجد بغداد القديمة، ومن معالم بغداد الأثرية، ولم يعرف على وجه الدقة زمن بناؤه وقيل إنه شيد في عهد الدولة العثمانية، ويقع في محلة قنبر علي بالقرب من شارع الكفاح في جانب الرصافة من بغداد، وفي المسجد يوجد مرقد قبر قنبر علي الذي سميت المحلة باسمه، ويذكر ان أبا طالب نصر الملقب بقنبر بن علي الناقد كان قد تولى منصب الحاجب للخليفة العباسي المستضيء بأمر الله، وذلك في عام 571 هـ. وكان يلقب  في صغره (قنبراً) فصار عامة الناس يطلقون عليه هذا اللقب اذ ركب ولما انهى امره إلى الخليفة أمر ان يركب معه جماعة من الجند الأتراك ويمنعون الناس من مناداته بلقب قنبر، فامتنع الناس، ولما توفي قنبر علي دفن في مقبرة باب ابرز في بغداد، ومع مرور الأيام حرفت كلمة (ابي طالب نصر قنبر بن علي) إلى (قنبر علي)
.
ولقد جددت عمارته مديرية الأوقاف في عام 1396هـ/1976م
وتعلو المسجد قبة، ويتسع حرم المسجد لأكثر من 300 مصل، وفيه مصلى صيفي يتسع لأكثر من 100 مصل، والمرقد في غرفة مفصولة عن حرم المسجد. وتقام في المسجد الصلوات الخمس فقط.